# جارد دبليو. وليامز
جارد دبليو. وليامز (بالإنجليزية: Jared W. Williams) هو قاضي ومحامي وسياسي أمريكي، ولد في 22 ديسمبر 1796 في الولايات المتحدة، وتوفي في 29 سبتمبر 1864 في لانكاستر في الولايات المتحدة. حزبياً، نشط في الحزب الديمقراطي.

## مناصب
- انتخب حاكم نيو هامبشاير [الإنجليزية]‏.
- انتخب عضو مجلس ولاية نيوهامبشير.
- انتخب عضو مجلس النواب الأمريكي.
- انتخب عضو مجلس الشيوخ الأمريكي.